# 福山寺遗址
福山寺遗址，位于中国广东省清远市连州市保安镇抱福山，为连州市的一个市级文物保护单位，类型为古遗址，公布时间为1996年8月。
福山寺遗址的历史年代为南朝。